# Campeonato Sul-Mato-Grossense de Futebol de 2019
O Campeonato Sul-Mato-Grossense de 2019 foi a quadragésima primeira edição desta competição futebolística organizada pela Federação de Futebol de Mato Grosso do Sul.
O título desta edição ficou com o Águia Negra, que conquistou o campeonato após vencer o Aquidauanense na decisão por obter a vantagem da igualdade. Este foi o terceiro título do Águia Negra na história da competição, que também garantiu ao clube o direito de disputar a Copa do Brasil e a Copa Verde em 2020.
O rebaixamento para a Série B foi definido ainda na fase inicial, quando Novo, Operário de Dourados, União ABC e URSO foram desqualificadas da primeira divisão.

## Formato e participantes
O regulamento do Campeonato Sul-Mato-Grossense de 2019 sofreu alterações significativas em relação ao do ano anterior. Numa primeira fase, as doze agremiações disputaram entre si jogos de turno único, classificando, após onze rodadas, as oito melhores colocadas. A partir da segunda fase, o torneio adotou um sistema eliminatório. Os doze participantes desse edição foram:
- Águia Negra
- Aquidauanense
- Chapadão
- Comercial
- Corumbaense
- Costa Rica
- Novo
- Operário
- Operário de Dourados
- Sete de Setembro
- União ABC
- URSO

## Resultados
Os resultados das partidas da competição estão apresentados nos chaveamentos abaixo. A primeira fase foi disputada por pontos corridos, com os seguintes critérios de desempates sendo adotados em caso de igualdades: número de vitórias, saldo de gols, número de gols marcados, confronto direto entre duas equipes e, caso necessário, a realização duma partida de desempate. Por outro lado, as fases eliminatórias consistiram de partidas de ida e volta, as equipes mandantes da primeira partida estão destacadas em itálico e as vencedoras do confronto, em negrito. Conforme preestabelecido no regulamento, o resultado agregado das duas partidas definiram quem avançou à final, que foi disputada por Águia Negra e Aquidauanense e vencida pela primeira equipe, que se tornou campeã da edição.

### Primeira fase
- Por determinação do Tribunal de Justiça Desportiva, o Aquidauanense perdeu 6 pontos.[8]

### Fases finais
|  | Quartas de final  | Quartas de final | Quartas de final | Quartas de final |   |               | Semifinais     | Semifinais     | Semifinais     | Semifinais     |  |               | Final            | Final            | Final            | Final            |  |  |
|  | 23 a 31 de março  | 23 a 31 de março | 23 a 31 de março | 23 a 31 de março |   |               | 3 e 7 de abril | 3 e 7 de abril | 3 e 7 de abril | 3 e 7 de abril |  |               | 14 e 21 de abril | 14 e 21 de abril | 14 e 21 de abril | 14 e 21 de abril |  |  |
|  |                   |                  |                  |                  |   |               |                |                |                |                |  |               |                  |                  |                  |                  |  |  |
|  | Aquidauanense     | 1                | 1                | 2                |   |               |                |                |                |                |  |               |                  |                  |                  |                  |  |  |
|  | Operário-MS       | 0                | 1                | 1                |   |               |                |                |                |                |  |               |                  |                  |                  |                  |  |  |
|  | Operário-MS       | 0                | 1                | 1                |   | Aquidauanense | 0              | 2              | 2              |                |  |               |                  |                  |                  |                  |  |  |
|  |                   |                  |                  |                  |   | Aquidauanense | 0              | 2              | 2              |                |  |               |                  |                  |                  |                  |  |  |
|  |                   | Comercial-MS     | 0                | 1                | 1 |               |                |                |                |                |  |               |                  |                  |                  |                  |  |  |
|  | Corumbaense       | Comercial-MS     | 0                | 1                | 1 | 2             | 0              | 2              |                |                |  |               |                  |                  |                  |                  |  |  |
|  | Corumbaense       |                  |                  |                  |   | 2             | 0              | 2              |                |                |  |               |                  |                  |                  |                  |  |  |
|  | Comercial-MS (mc) | 1                | 1                | 2                |   |               |                |                |                |                |  |               |                  |                  |                  |                  |  |  |
|  | Comercial-MS (mc) | 1                | 1                | 2                |   |               |                |                |                |                |  | Aquidauanense | 1                | 1                | 2                |                  |  |  |
|  |                   |                  |                  |                  |   |               |                |                |                |                |  | Aquidauanense | 1                | 1                | 2                |                  |  |  |
|  |                   | Águia Negra (mc) | 2                | 0                | 2 |               |                |                |                |                |  |               |                  |                  |                  |                  |  |  |
|  | Costa Rica        | Águia Negra (mc) | 2                | 0                | 2 | 0             | 1              | 1              |                |                |  |               |                  |                  |                  |                  |  |  |
|  | Costa Rica        |                  |                  |                  |   | 0             | 1              | 1              |                |                |  |               |                  |                  |                  |                  |  |  |
|  | 7 de Setembro     | 2                | 1                | 3                |   |               |                |                |                |                |  |               |                  |                  |                  |                  |  |  |
|  | 7 de Setembro     | 2                | 1                | 3                |   | 7 de Setembro | 1              | 1              | 2              |                |  |               |                  |                  |                  |                  |  |  |
|  |                   |                  |                  |                  |   | 7 de Setembro | 1              | 1              | 2              |                |  |               |                  |                  |                  |                  |  |  |
|  |                   | Águia Negra      | 3                | 2                | 5 |               |                |                |                |                |  |               |                  |                  |                  |                  |  |  |
|  | Chapadão          | Águia Negra      | 3                | 2                | 5 | 1             | 0              | 1              |                |                |  |               |                  |                  |                  |                  |  |  |
|  | Chapadão          |                  |                  |                  |   | 1             | 0              | 1              |                |                |  |               |                  |                  |                  |                  |  |  |
|  | Águia Negra       | 0                | 2                | 2                |   |               |                |                |                |                |  |               |                  |                  |                  |                  |  |  |